# Operacja Helem
Operacja Helem (hebr. מִבְצָע הֶלֶם, Miwca Helem) – operacja wojskowa Sił Obronnych Izraela zakładająca uderzenia na trzy cele strategiczne w głębi terytorium Egiptu przeprowadzona 31 października 1968 roku podczas wojny na wyczerpanie. W jej trakcie dokonano ataku na stację transformatorową na linii Asuan – Kair oraz zaporę rzeczną w Nadż Hammadi i most w Kinie. Operacja miała być odpowiedzią na egipski ostrzał artyleryjski izraelskich pozycji wzdłuż Kanału Sueskiego 26 października, w wyniku którego zginęli żołnierze Cahalu, a także miała zmusić władze Egiptu do respektowania zawieszenia ognia. Operacja zakończyła się sukcesem. Zniszczono mosty i stację. Siły izraelskie nie zanotowały żadnych strat.

## Tło wydarzeń

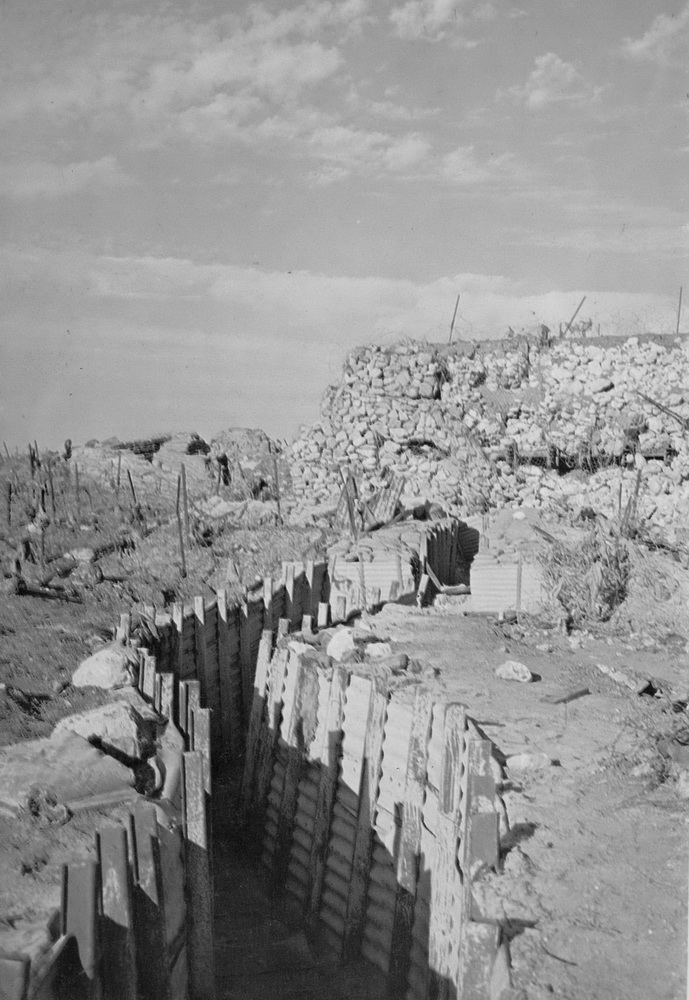
Izraelska linia Bar-Lewa wzdłuż wschodniego wybrzeża Kanału Sueskiego

Koniec wojny sześciodniowej w 1967 roku nie stanowił zakończenia konfliktu arabsko-izraelskiego. Państwa arabskie nie mogły się pogodzić ze zwycięstwem Izraela oraz ze wzrostem jego pozycji w regionie. We wrześniu 1967 roku odbyła się konferencja w Chartumie, na której do głosu doszli zwolennicy prowadzenia zdecydowanej polityki wobec Izraela. Uznali, że nie można prowadzić żadnych negocjacji i rozmów pokojowych z politykami izraelskimi. Egipcjanie nie pogodzili się ze stratą Synaju, a Izrael nie akceptował postanowień Rezolucji Rady Bezpieczeństwa ONZ nr 242 nakazującej mu zwrot zdobytych terytoriów. W wyniku napięć politycznych doszło początkowo do pojedynczych, później regularnych, ostrzałów pozycji jednej i drugiej strony nad Kanałem Sueskim. Toczący się od 1967 do 1970 roku konflikt nazwany został wojną na wyczerpanie. Gamal Abdel Naser wierzył, że przedłużający się zatarg doprowadzi do osłabienia Izraela. W trakcie konfliktu dochodziło do operacji desantowych, naruszeń przestrzeni powietrznych, ostrzałów i wypadów komandosów na tyły wroga. Egipt chciał przez to utrzymać zainteresowanie międzynarodowe sytuacją nad Kanałem Sueskim i zyskać sojuszników. Naser otrzymał szeroką pomoc wojskową ze Związku Radzieckiego. Z kolei Izrael nie chciał pokazać słabości i wycofać się z pozycji na zachodzie Synaju mimo strat wśród żołnierzy stacjonujących na linii Bar-Lewa. Obszar walk w trakcie wojny na wyczerpanie był również poligonem doświadczalnym dla nowego sprzętu amerykańskiego i radzieckiego.

## Preludium
26 października 1968 roku doszło do egipskiego ostrzału artyleryjskiego izraelskich pozycji na Kanale Sueskim. Jego skutkiem była śmierć 15 żołnierzy, a 34 zostało rannych. Sztab Generalny Sił Obronnych Izraela rozpoczął natychmiast prace nad operacją odwetową, która miałaby skłonić Egipt do wstrzymania ostrzałów i respektowania postanowień zawieszenia ognia, a także poprawić morale w wojsku i społeczeństwie izraelskim. 27 października zadecydowano o tym, iż 31 października na terytorium egipskim przeprowadzone zostaną ataki na cele strategiczne. Operacji nadano jej kryptonim helem (pol. szok).

### Planowanie
Na etapie planowania dowództwo uznało, że najlepszą odpowiedzią na ataki będzie uderzenie w głębi terytorium Egiptu. Ponadto musiały być to miejsca, w których nie będzie dużej liczby żołnierzy wroga, ponieważ uważano, że operacja powinna zostać przeprowadzona szybko bez angażowania się w zbędną walkę. W założeniu zniszczenie celów miało być dotkliwe dla Egipcjan. W ten sposób wybrano:
- stację transformatorową, która znajdowała się na linii Asuan-Kair. Znajdowało się w niej dziewięć dużych transformatorów o łącznej mocy 500 000 kW w Nadż Hammadi. Jej zniszczenie spowodowałoby odcięcie prądu w stolicy[6][7],
- ważny most w Nadż Hammadi o długości 800 metrów i szerokości 20 metrów. Służył jednocześnie jako tama regulująca bieg rzeki w rejonie miasta[7],
- nowo wybudowany most w Kinie, który łączył główne drogi na obu brzegach Nilu i ułatwiał transport. Miał długość 700 metrów i szerokość 15 metrów[7]. Był to jedyny tak duży most, o dużym znaczeniu dla transportu w rejonie[8]. W Kinie Izraelczycy mogli napotkać na ewentualny opór, gdyż znajdował się tam posterunek policji[9].

Atakiem na stację miały zająć się dwa oddziały żołnierzy, z kolei mosty miały zostać zniszczone przez bomby zrzucone ze śmigłowców. W tym celu z kompanii rozpoznania 35. Brygady Spadochronowej wytypowano czternastu żołnierzy do wykonania zadania, a dziesięciu miało służyć jako ubezpieczenie w śmigłowcach. Transportem żołnierzy, bomb i zapasów paliwa miało zająć się dziewięć śmigłowców Super Frelon ze 114. Eskadry. Dwa miały przetransportować czternastu żołnierzy w okolice stacji i zaraz potem odlecieć. Ich ewakuacją miał zająć się trzeci śmigłowiec. Do wysadzenia mostów wybrano po jednym śmigłowcu. Kolejne dwa śmigłowce miały na swoich pokładach po pięciu żołnierzy wsparcia oraz po sześć beczek paliwa. Przedostatni śmigłowiec miał transportować zapasową bombę. Rola ostatniego jest nieznana . Po wytypowaniu załóg rozpoczęto manewry w Izraelu mające na celu przećwiczenie manewrów w okolicach mostów, podchodzenia do nich oraz kołowania.
Do przeprowadzenia operacji skonstruowano specjalne bomby o wadze 500 kg TNT. Ich kształt żołnierze opisali jako dwie pity złączone ze sobą, jedna pod drugą. Dolna była mniejsza i wchodziła w środek dużej. Załoga śmigłowca miała spuścić bombę na cel za pomocą dźwigu wymontowanego z samolotu Boeing 377 Stratocruiser. Po uruchomieniu zapalnika elektrycznego pozostawało 5 minut do wybuchu ładunku.
Przed akcją piloci śmigłowców oraz żołnierze nie zostali poinformowani o prognozach pogody w miejscach ataków. Znano roczne maksymalne i minimalne temperatury panujące w Kinie i Nadż Hammadi, a także podano w przybliżeniu siłę wiatru. Z kolei dostarczone pilotom mapy miały skalę 1:500 000.
Dowódcą operacji został kapitan Mattan Wilnaj.

## Operacja

### Przebieg
Operację podzielono na trzy fazy, a działania nie przebiegały jednocześnie. Dwa ataki w Nadż Hammadi nazwano Helem 35 i Helem 3, z kolei w Kinie Helem 2 :
- Helem 2. Śmigłowce mające wysadzić most w Kinie miały wystartować z Izraela o godzinie 18:30[10]  lub 20:17[11]. Ze względu na skalę otrzymanych map piloci nawigowali według Nilu. Po przybyciu na miejsce nie napotkano oporu. Piloci obniżyli lot tak, aby z łatwością opuścić ładunek na oczach mieszkańców po obu brzegach rzeki. Po pięciu minutach nastąpił wybuch. W swoich relacjach załoga przyznała, że kilka minut po wysadzeniu mostu prąd w całej Dolinie Nilu zgasł[10] [11].
- Helem 3. Śmigłowiec mający wysadzić zaporę w Nadż Hammadi dotarł nad cel bez przeszkód. Ze względu na chaos panujący wśród przechodniów i pojazdów na moście, umieszczenie ładunku było trudniejsze. O 21:50 nastąpiło opuszczenie bomby, która wybuchła 5 minut później[11].
- Helem 35. O godzinie 19:07 wystartowały dwa śmigłowce o numerach 09 i 10 mające przetransportować spadochroniarzy w okolicę stacji transformatorowej. O 20:40 siły uderzeniowe wylądowały 4 km na zachód od celu. Przeprowadzono rozpoznanie terenu, które utrudnione było ze względu na wczesny zachód słońca o tej porze roku i kurz[9][11]. Po 50 minutach Izraelczycy dotarli do stacji. Na miejscu zostali dostrzeżeni przez strażnika, który zaalarmował pięciu kolejnych. W krótkiej wymianie ognia dwóch strażników zostało zabitych, a reszta uciekła. O godzinie 21:35 podłożono ładunki wybuchowe pod transformatory i przekaźniki. Atak był przeprowadzany po ciemku, dlatego wysadzenie mostów zaplanowano wcześniej, aby wybuchy dostarczyły minimalnej ilości światła do podłożenia ładunków we właściwych miejscach[10] [11][12]. Po przeprowadzeniu ataku żołnierze wycofali się i zostali ewakuowani śmigłowcem, który specjalnie po nich przyleciał[10] .

### Rezultaty
W wyniku operacji zniszczono dwa ważne mosty, w tym jeden będący jednocześnie zaporą rzeczną, a także stację transformatorową. W wyniku jej wysadzenia doszło do przerw w dostawach prądu w całej Dolinie Nilu i stolicy kraju. Po stronie egipskiej zanotowano dwóch zabitych strażników. Izraelczycy nie ponieśli żadnych strat. Egipt nie odpowiedział zbrojnie na atak.
Rzecznik egipskiej armii miał przekazać na konferencji prasowej, że o godzinie 22:00 jeden izraelski samolot wtargnął na egipskie terytorium i doleciał w okolice Nadż Hammadi. Tam miał zaatakować cele cywilne, stację transformatorową i most. Rzecznik powiedział, że skutkiem tego był pożar obok stacji, lekkie uszkodzenia mostu oraz ofiary cywilne.
1 listopada dowództwo egipskie podjęło decyzję o utworzeniu specjalnych oddziałów milicji, które miały chronić strategiczne cele w całym kraju. Doszło do zakładanego przez Izrael zawieszenia ognia na Kanale Sueskim. W tym czasie Egipt zaangażował się w umacnianie ewentualnych celów cywilnych i wojskowych w głębi swojego terytorium, a także zwiększył ich ochronę przeciwlotniczą.